# Aristolochia zollingeriana
Aristolochia zollingeriana là một loài thực vật có hoa trong họ Aristolochiaceae. Loài này được Miq. mô tả khoa học đầu tiên năm 1858.